# Ludwig Wucherpfennig
Ludwig Wucherpfennig (* 19. Juli 1940 in Hildesheim) ist ein deutscher ehemaliger leitender Stadtplaner und Wirtschaftsförderer der Stadt Laatzen. Er war von 1986 bis 2005 Vorsitzender der Sektion Hildesheim und von 2005 bis 2015 Vizepräsident des Deutschen Alpenvereins (DAV).

## Beruf
Ludwig Wucherpfennig wurde 1940 in Hildesheim in Niedersachsen geboren. Er arbeitete als Leitender Stadtplaner und Wirtschaftsförderer in der 42.000 Einwohnerstadt Laatzen im Süden der Landeshauptstadt Hannover. Dort hat er entscheidend die Vorbereitung der Infrastruktur für die Weltausstellung Expo 2000 geleitet. Zu seinem Verantwortungsbereich gehörten aber auch der Natur- und Umweltschutz, insbesondere für die Flussaue „Südlicher Leinegraben“.

## Sektion Hildesheim
Seit 1954 ist Ludwig Wucherpfennig Mitglied der Sektion Hildesheim des Deutschen Alpenvereins, wo er sich seit 1958 ehrenamtlich engagiert. Zunächst als stellvertretender Hüttenwart, ab 1965 Jugendleiter, später als Leiter der Skigruppe sowie Gründungsmitglied und Leiter der Kanugruppe. Von 1986 bis 2005 war er Vorsitzender der Sektion Hildesheim. Er war außerdem von 1995 bis 2005 Vorsitzender des Niedersächsischen Landesverbandes Bergsteigen im DAV.
Die Malepartushütte im Ostharz gelegen, von der Sektion Hildesheim erbaut, wurde am 12. August 1988 eingeweiht und ihrer Bestimmung übergeben. Die Hütte wurde als Ersatz für die alte Hütte im Nationalpark gebaut, der Name wurde von dieser Hütte übernommen. Auf der 20-Jahr-Feier der Malepartushütte 2008 hielt der Vizepräsident des DAV Ludwig Wucherpfennig, der als Jugendlicher mit der alten Malepartushütte aufgewachsen ist und sich der neuen Hütte als Mitorganisator und Bauhelfer verbunden und verpflichtet fühlt, eine Rede und führte anekdotenreich durch die Geschichte der alten und neuen Hütte.
2015 übergab er als Vizepräsident des DAV die Umweltgütesiegel-Urkunde an die Hildesheimer Hütte der Sektion Hildesheim des DAV. Die Hildesheimer Hütte wurde 1896 erbaut und befindet sich auf (2899 m) Höhe in den Stubaier Alpen.
Auf der Eröffnungsfeier des Kletterzentrums hiclimb seiner Heimatsektion Hildesheim hielt er am 18. April 2015 das Grußwort. In diesem Projekt war Wucherpfennig involviert für den damit ein persönlicher Traum in Erfüllung ging.

## Deutscher Alpenverein
Von 1994 bis Juni 2003 war Wucherpfennig Mitglied im Hauptausschuss des Deutschen Alpenvereins (DAV). Er arbeitete ab 1995 im gemeinsamen Hütten- und Wegeausschuss von AVS, DAV und ÖAV mit und von 1999 bis 2003 in der Steuerungsgruppe DAV 2000plus zur Strukturreform des DAV. In der Hauptversammlung des DAV 2003 in Hagen wurde er zum Vorsitzenden des Bundesausschusses Hütten, Wege und Kletteranlagen gewählt und war als solcher Mitglied im Verbandsrat. Darunter fiel auch die Mitarbeit in der Hüttenkommission des Club Arc Alpin (CAA), im Fachbeirat Hütten, Wege und Kletteranlagen, sowie die Teilnahme als Sprecher der Projektgruppe „Zukunft der Hütten und Arbeitsgebiete“.
In das Präsidium des Deutschen Alpenvereins wurde er 2005 als Vizepräsident gewählt, dieses Amt begleitete er bis 2015. Dort verantwortete er unter anderem die Bereiche Hütten, Wege und Kletteranlagen, Kartographie und Natur- und Umweltschutz. Interimsmäßig übernahm er von Juli bis Oktober 2010 das Präsidentenamt. In die Zeit der Vizepräsidentschaft fiel von 2011 bis 2014 die Leitbild- und Strukturüberarbeitung sowie die Neugestaltung der Richtlinien für Beihilfen Hütten, Wege und Kletteranlagen und das Grundsatzprogramm zum Schutz und zur nachhaltigen Entwicklung des Alpenraumes sowie zum umweltgerechten Bergsport.
Der damalige Bayerische Umweltminister Markus Söder und Vizepräsident des DAV Ludwig Wucherpfennig haben am 7. Juni 2011 auf der Zugspitze eine gemeinsame Erklärung zum Klimaschutz unterzeichnet. Damit wurde der Beitritt des Deutschen Alpenvereins zur Bayerischen Klima-Allianz besiegelt. Der DAV und die Bayerische Staatsregierung rücken in ihrer gemeinsamen Erklärung den Alpenraum als zentrales Handlungsfeld beim Klimaschutz in den Mittelpunkt.
Ludwig Wucherpfennig vertritt den Deutschen Alpenverein im Beirat der Bayrischen Staatsforsten, es ist ein Gremium mit Interessensvertretern aus Politik, Wirtschaft und Verbänden. Er berät den Aufsichtsrat und vermittelt gesellschaftliche Anliegen, die die Bewirtschaftung des Staatswaldes und der Jagd betreffen. Der Beirat kommt zweimal jährlich zu einer Sitzung zusammen.

## Deutscher Naturschutzring
Ludwig Wucherpfennig gehört seit 2011 als Beisitzer dem Präsidium des Deutschen Naturschutzringes (DNR) an. Der Deutsche Naturschutzring ist der Dachverband der deutschen Natur-, Tier- und Umweltschutzorganisationen.

## Club Arc Alpin
Auf der Mitgliederversammlung des Club Arc Alpin (CAA) am 14. September 2019 in München wurde Ludwig Wucherpfennig vom DAV durch die Delegierten in den Vorstand des CAA gewählt.

## Sonstiges
Ludwig Wucherpfennig war außerdem stellvertretender Vorsitzender im Kuratorium Sport und Natur und Mitglied im Naturschutzbeirat des Bayerischen Staatsministeriums für Umwelt und Verbraucherschutz.

## Ehrungen
- Am 9. September 2003 hat der Bundespräsident Johannes Rau Ludwig Wucherpfennig das Verdienstkreuz am Bande des Verdienstordens der Bundesrepublik Deutschland verliehen. Er erhielt die Auszeichnung am 5. September 2003 aus der Hand des Oberbürgermeisters von Hildesheim, Ulrich Kumme.[10]
- Der Bundesverband des Deutschen Alpenvereins hat erstmalig eine Ehrenmitgliedschaft verliehen. Die besondere Auszeichnung erhielt Ludwig Wucherpfennig im Rahmen der Hauptversammlung 2015 in Hamburg.[11]
- Für das langjährige Engagement, weit über die Grenzen des DAV hinaus und insbesondere auch im Land Tirol, wurde Ludwig Wucherpfennig am 28. Oktober 2019 mit dem Tiroler Adler-Orden in Gold ausgezeichnet.[12]

## Werke
- Friedrich C. Burkhard, Ludwig Wucherpfennig: 111 Jahre Hildesheimer Hütte – Herausforderung in den Stubaier Alpen. In: DAV Panorama. Nr. 1, Februar 2007, ISSN 1437-5923, S. 52–55 (alpenverein.de [PDF; 797 kB]).
- Ludwig Wucherpfennig. In: umwelt aktuell 02 – 2011, Olympische Winterspiele: Der Blick aufs Ganze.